# Rana tavasensis
Rana tavasensis är en groddjursart som beskrevs av Baran och Mehmet K. Atatür 1986. Rana tavasensis ingår i släktet Rana och familjen egentliga grodor. IUCN kategoriserar arten globalt som starkt hotad. Inga underarter finns listade i Catalogue of Life.